# Nephi
Nephi város az USA Utah államában. Juab megyében, melynek megyeszékhelye is. Lakosainak száma 6443 fő (2020. április 1.).

## Népesség
A település népességének változása:

| 2010 | 5 389 |
| 2020 | 6 443 |